# Alyssa Campanella
Pour les articles homonymes, voir Campanella.
Alyssa Campanella, née le 21 mars 1990 dans le New Jersey, est un mannequin américain, élue Miss USA 2011.

## Biographie

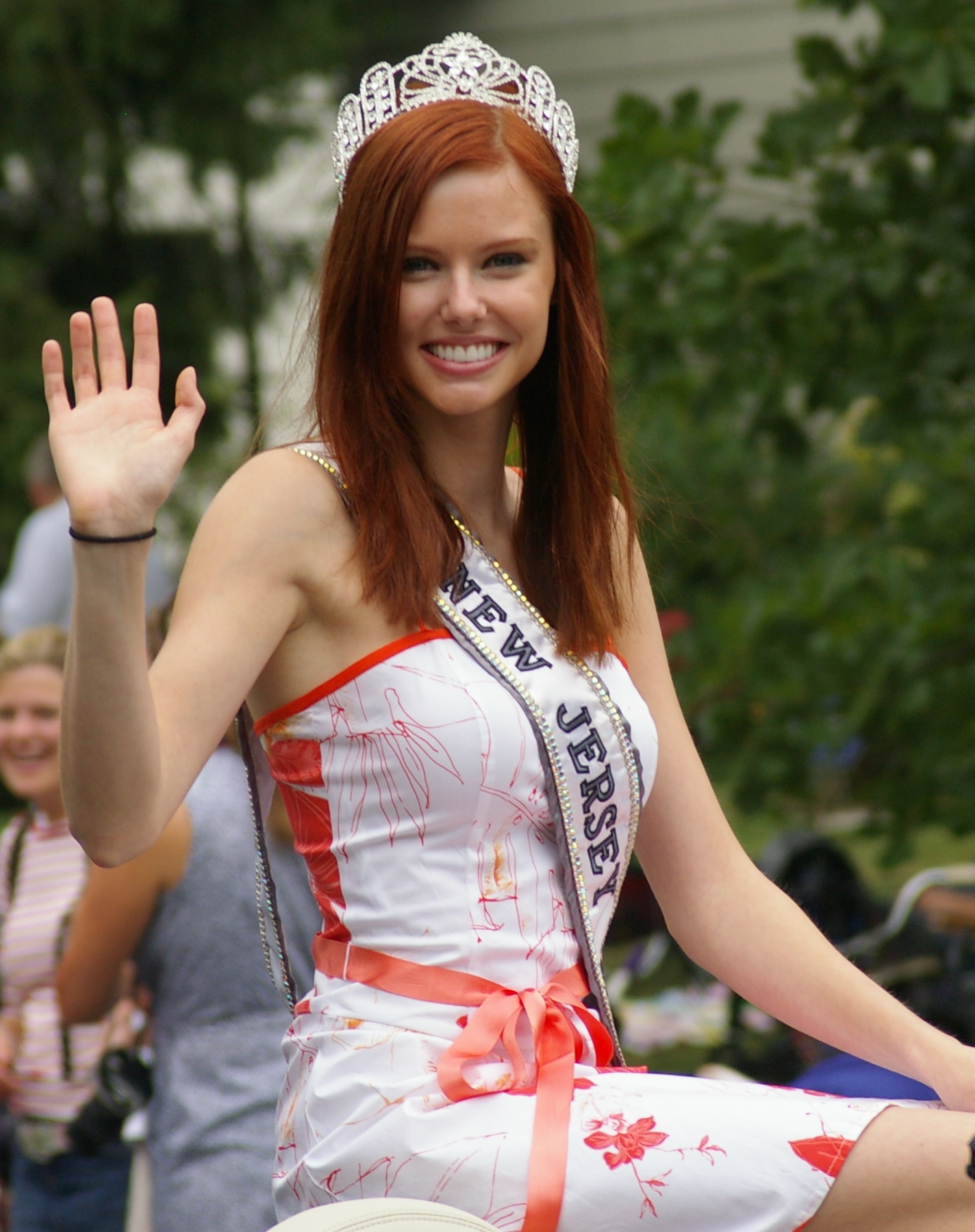
Alyssa Campanella adolescente.

Sa mère est d'origine danoise et allemande. Quant à son père, il est d'origine italienne (de Naples).
En octobre 2006 à l'âge de 16 ans et demi, elle représente l'État américain du New Jersey au concours de beauté des jeunes femmes de 14 à 19 ans Miss Teen USA, pour l'édition 2007, et se classe première dauphine.
En 2008, Alyssa Campanella se présente à nouveau à un concours de beauté, celle de Miss New Jersey USA qualifié pour Miss USA, et terminant à la 4e place.
Le 21 novembre, elle est couronnée Miss Californie USA 2011, pour concourir à l'élection de Miss USA 2011.
Le 19 juin 2011, Alyssa Campanella est couronnée Miss USA 2011, et succède ainsi à Rima Fakih.

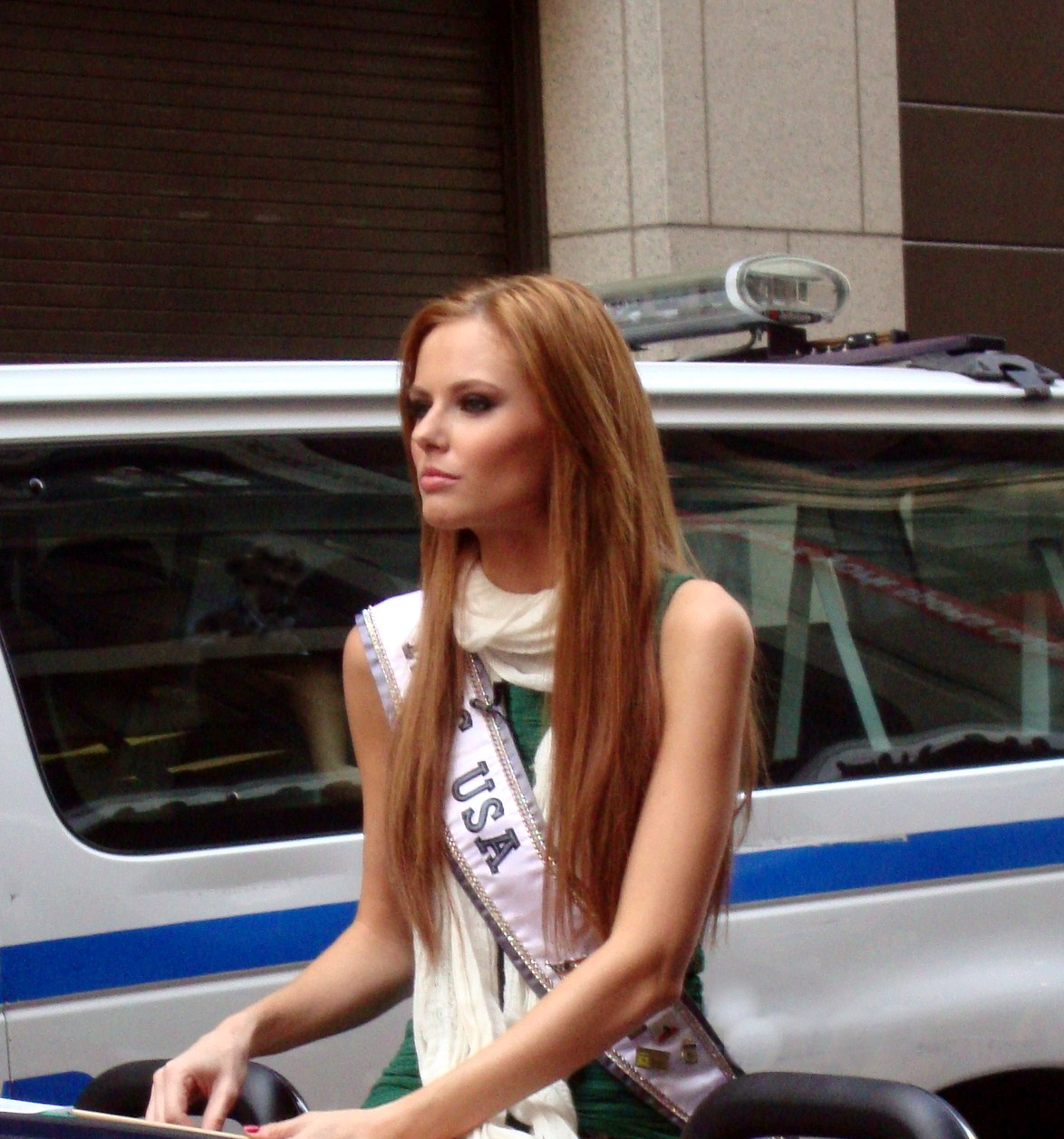
Alyssa Campanella à New York.

Elle se classe 14e à l’élection de Miss Univers 2011
Alyssa sort depuis 2008 avec Torrance Coombs qui interprète notamment le rôle de Sébastian dans Reign (série télévisée). Ils se fiancent en avril 2015. Ils se sont mariés le 2 avril 2016 à Santa Ynez, Californie, États-Unis. Le 20 avril 2019 ils annoncent leur séparation via les réseaux sociaux.

## Polémique
Au cours de l'élection, les candidates devaient répondre à une série de questions variées et hétéroclites, comme imiter un chat, si elles avaient eu recours à un site de rencontre ou si elles accepteraient de poser nues. Une question portait sur l'enseignement de la théorie de l'évolution ou darwinisme à l'école. Alyssa Campanella s'est déclarée « geek des sciences » et progressiste, et a clairement exposé la différence entre foi et sciences. Cette réponse n'a pas plu à une bonne partie de l'Amérique radicale, et plusieurs journaux ont nié la représentativité de Miss USA.